# Paul (pekařství)
Paul je francouzský řetězec pekáren/kaváren založený Charlemagnem Mayotem roku 1889 v Rue de la Mackellerie ve městečku Croix poblíž Lille v severní Francii. Boulangeries Paul má svou centrálu v Marcq-en-Barœul v Lille. K srpnu 2011 existuje 436 frenčíz pekáren/kaváren Paul (326 ve Francii a 127 ve 24 dalších zemích) ve Francii, Španělsku, Belgii, Spojeném království, Kataru, Jižní Koreji, Singapuru, Nizozemsku, České republice, Turecku, Řecku, Rumunsku, Maroku, Rusku, Libanonu, Saúdské Arábii, Kuvajtu, Spojených arabských emirátech, Bahrajnu, Japonsku, Tchaj-wanu, Jordánsku, Číně, Egyptě a USA. Specializuje se na nabídku francouzských produktů včetně chlebů, palačinek, sendvičů, makronek, polévek, dortů, pečiva, kávy, vína a piva. Mateřskou společností firmy Paul je Groupe Holder.

## Historie firmy
Charlemagne Mayot se svou ženou v roce 1889 v městečku Croix založil pekárnu, kterou převzal jejich syn Edmond v roce 1908. V roce 1935 si dcera Edmonda Suzanne Mayot a její manžel Julien Holder založili pekárnu v Rue des Sarrazins v Lille. V roce 1958 jejich syn Francis začal pracovat v pekářství a rodina poté převzala pekařství-cukrárnu, která patřila rodině Paulů, na počest které je pojmenována dnešní síť pekáren.
V roce 1958 po smrti Juliena Holdera jeho syn a manželka převzali zodpovědnost za podnik a začali ho rozšiřovat. Nabídli široký výběr pečiva v době, kdy lidé jedli jen bílý chléb a když se v roce 1965 otevřel Nouvelles Galeries, okamžitě nabídl k prodeji svůj chléb. V rámci „Moulin Bleu“ (Modrý Mlýn) Francis Holder poskytoval chléb do Auchan a Monoprix ze svého pekařství v Lambersart. V roce 1970 Francis postavil v La Madeline první továrnu. Dodnes se zde přípravuje chléb a další pečivo. Použití pece na dřevo v roce 1972 se ukázalo tak populární, že když se řetězec Paul rozšířil do francouzských nákupních center v Paříži a dalších velkých městech, byl tento nápad začleněn do celkové koncepce. Od změny uniforem v roce 1993 (na dnešní – typická černá), koncept a vizuální forma obchodů Paul se už nezměnila. V roce 2007 obchod převzala další generace a Maxim Holder se stal prezidentem společnosti Paul. 12. prosince roku 2008 společnost Paul podepsala s Ministerstvem zdravotnictví Francie Chartu dobrovolných závazků výživového postupu v rámci Národního programu pro výživu a zdraví (Programme National Nutrition Santé(PNNS)).

## Menu
Nabídka obsahuje přes 140 druhů tradičních i neobvyklých chutí chleba, bio pečivo, bagety, slané briošky, miniatury, makronky, éclairs, tartaletky, malinovníky, dorty, croisanty, sendviče, polévky, quiche, palačinky, vajíčka. V nabídce je též čaj, víno, pivo, minerální voda, lehký alkohol a nápoje založené na kávě.

## Paul ve světě
První otevření v…
| 1985 | Španělsko: Barcelona                               |
| 1990 | Japonsko                                           |
| 2000 | Spojené království                                 |
| 2006 | Florida: Palm Beach Gardens a Miami (zavřeno 2010) |
| 2007 | Šanghai                                            |
| 2007 | Belgie                                             |
| 2008 | Tchaj-wan: Tchaj-pej                               |
| 2008 | Česko: Praha                                       |
| 2009 | Jižní Korea: Soul                                  |
| 2012 | Saúdská Arábie                                     |
| 2012 | Rusko                                              |
| 2012 | Egypt                                              |
| 2013 | Filipíny                                           |

V roce 2012 se stal oficiálním zástupcem společnosti Paul v Rusku Ginza Project.
V roce 2012 se stala společnost Paul UK finalistou The Baking Industry Awards.

## Paul v ČR

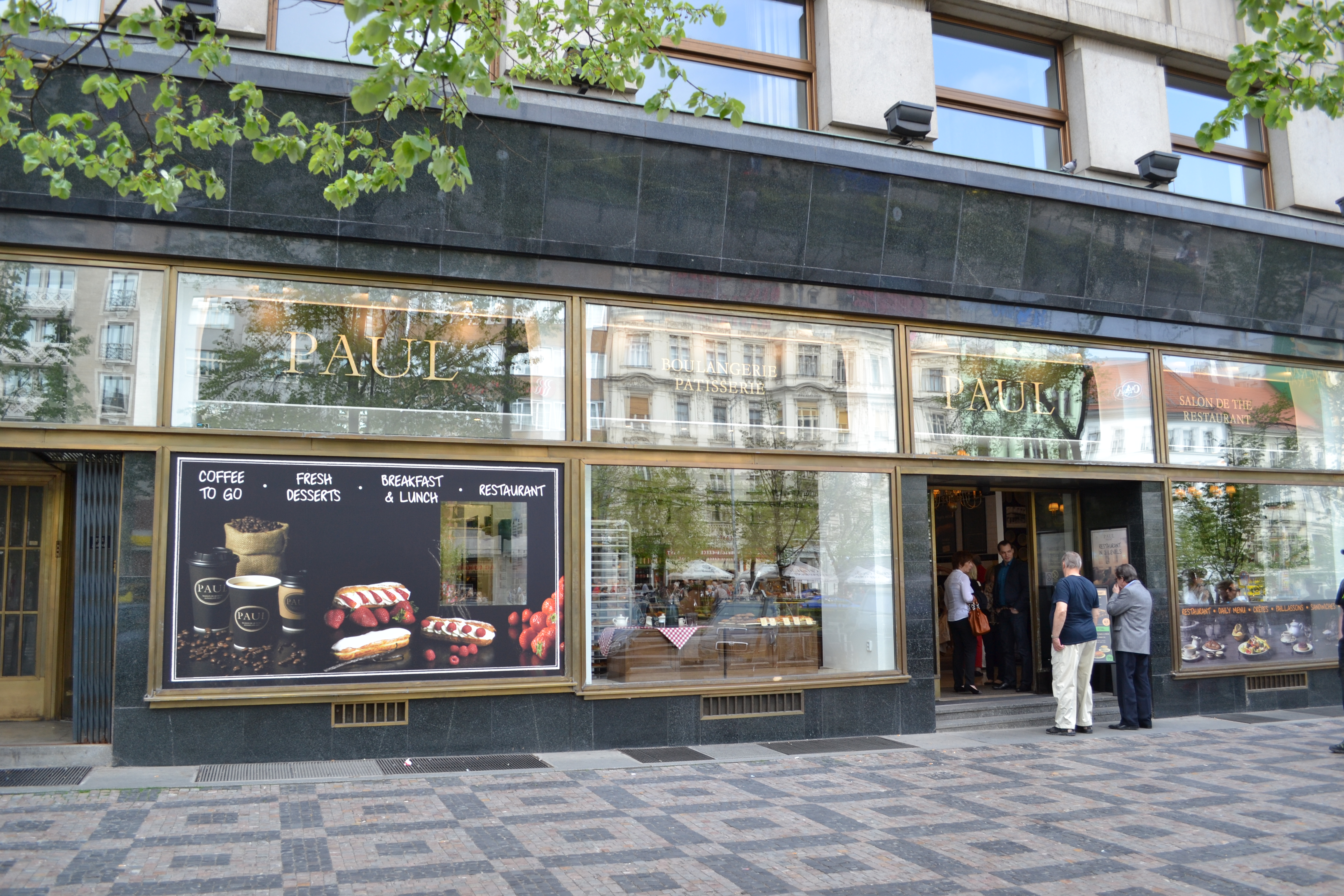
pobočka Paul na Václavském náměstí v Praze

První pobočka mezinárodní sítě francouzských pekařství ve střední Evropě se otevřela v Praze na podzim roku 2008. Po prvním pekařství PAUL v Paláci Flóra následoval pražský Anděl a na sklonku roku 2010 se otevřela zatím další pobočka v Westfield Chodov.
- Praha 1 – Na Příkopě
- Praha 1 – Náměstí Republiky
- Praha 1 – Obchodní dům My
- Praha 1 – Václavské náměstí
- Praha 2 – Jugoslávská
- Praha 3 – Atrium Flora 2. NP
- Praha 3 – Atrium Flora 1. NP
- Praha 4 – Westfield Chodov
- Praha 5 – Pasáž Zlatý Anděl
- Praha 5 – Plzeňská